# The day begins
The day begins is een nummer van Moody Blues. Het is de opener van een klassiek album binnen de symfonische rock, Days of Future Passed.

## Instrumentale inleiding
Het is dan wel de opener van het conceptalbum over alledag, het is qua opbouw zowel een vooruitzicht als terugblik op het gehele album. Het is een vooruitzicht omdat het muziek bevat die later op het album te horen is in "Dawn is a Feeling", "Another morning", "Forever Afternoon" ("Tuesday Afternoon") en "Nights in White Satin". Een vergelijking met de term ouverture binnen de klassieke muziek is snel gemaakt. Het is tevens een terugblik; het sluit door het begin, een crescendo op gong of tamtam aan op het slot van het album, een decrescendo op dat instrument. 

## Morning glory
Een andere indicatie voor de cirkel van alledag is het begin van het gedicht, dat Graeme Edge schreef:
Cold hearted orb that rules the night,
removes the colours from our sight.
Red is grey, and yellow, white,
but we decide which is right,
and which is an illusion.
Dat gedicht, Morning glory, komt hier na vier minuten tevoorschijn, terwijl het in The night het album afsluit. Opening en afsluiting van het album overlappen elkaar. Morning glory was oorspronkelijk bedoeld als lied, maar Edge kon er maar geen geschikte muziek bij vinden. Edge schreef voor latere albums ook gedichten.
The day begins wordt gespeeld door het London Festival Orchestra, voornamelijk bestaande uit musici uit het London Philharmonic Orchestra onder leiding van componist Peter Knight. Aangezien er meerder melodieën van de Moodies zelf in zijn verwerkt werd ook de naam Redwave gebruikt, die staat voor de Moodies samen.
Het album zet de dageraad in gang met de zin:
Brave Helios, wake up your steeds.
Bring the warmth the countryside needs.

## Musici
- London Festival Orchestra o.l.v. Peter Knight
- Mike Pinder: spreekstem.